# 隼人道路
隼人道路（日语：／ Hayato dōro */?）是從鹿兒島縣霧島市隼人東交流道至同縣姶良市加治木系統交流道的國道10號繞道。
全線為東九州自動車道之一般國道快速道路，本道路由西日本高速公路管理。1992年3月25日啟用。

## 概要
- 起點 - 鹿兒島縣霧島市隼人町住吉
- 終點 - 鹿兒島縣姶良市加治木町反土
- 全長 - 7.3公里
- 規格
- 道路幅員
- 車道數 - 暫定2車線
- 車道幅員
- 設計速度
- 最高速度 - 70km/h
- 償還完成預定時間 - 2022年3月24日

## 交流道
- 全區間皆位於鹿兒島縣内。
- 交流道編號欄背景色為■者表示其為已通車區間。
- （數字）為其他路線之編號。
- 路線名未特別註記者為市道。
- 巴士站欄位中，○/●為運用中、◆為休息中設施。無標記者則未設置。
- 距離自北九州系統交流道（東九州自動車道起點）起算。

| 交流道 編號                       | 設施名           | 連接路線名                                  | 距起點 (公里) | 公車站 | 備考 | 所在地 | 所在地 |
| --------------------------------- | ---------------- | ------------------------------------------- | ------------- | ------ | ---- | ------ | ------ |
| E78 東九州自動車道 鹿屋、宮崎方向 |                  |                                             |               |        |      |        |        |
| 41                                | 隼人東交流道     | 縣道58號隼人港線                            | 492           |        |      | 霧島市 |        |
| 42                                | 隼人西交流道     | 縣道471號北永野田小濱線                     | 496           |        |      | 霧島市 |        |
| (25)                              | 加治木交流道     | 縣道55號栗野加治木線 國道10號（加治木繞道） | 499           |        |      | 姶良市 |        |
| (25-1)                            | 加治木系統交流道 | E3 九州自動車道                             | 500           | -      |      | 姶良市 |        |

## 歷史
- 1992年3月25日：全線通車

## 路線狀況

### 道路管理者
- 西日本高速公路九州支社
  - 鹿兒島高速公路事務所 : 隼人東交流道 - 加治木交流道、系統交流道

### 交通量
24小時交通量 [台]
| 區間                     | 平成22年度 | 平成17年度 |
| ------------------------ | ---------- | ---------- |
| 隼人東〜隼人西           | 21959      | 9392       |
| 隼人西〜加治木           | 26492      | 12041      |
| 加治木〜加治木系統交流道 | 13474      | 12041      |

## 地理

### 通過自治體
- 鹿兒島縣　
  - 霧島市 - 姶良市

### 連接高速公路
- E78 東九州自動車道（於隼人東交流道直接連接）
- E3 九州自動車道（於加治木系統交流道連接）

## 相關項目
- 東九州自動車道
- 九州地方道路列表

## 外部連結
- 西日本高速道路株式會社 （页面存档备份，存于）
- 西日本高速道路株式會社九州支社 （页面存档备份，存于）
- 國土交通省九州地方整備局 鹿兒島國道事務所 （页面存档备份，存于）